# Разыгрывающий защитник

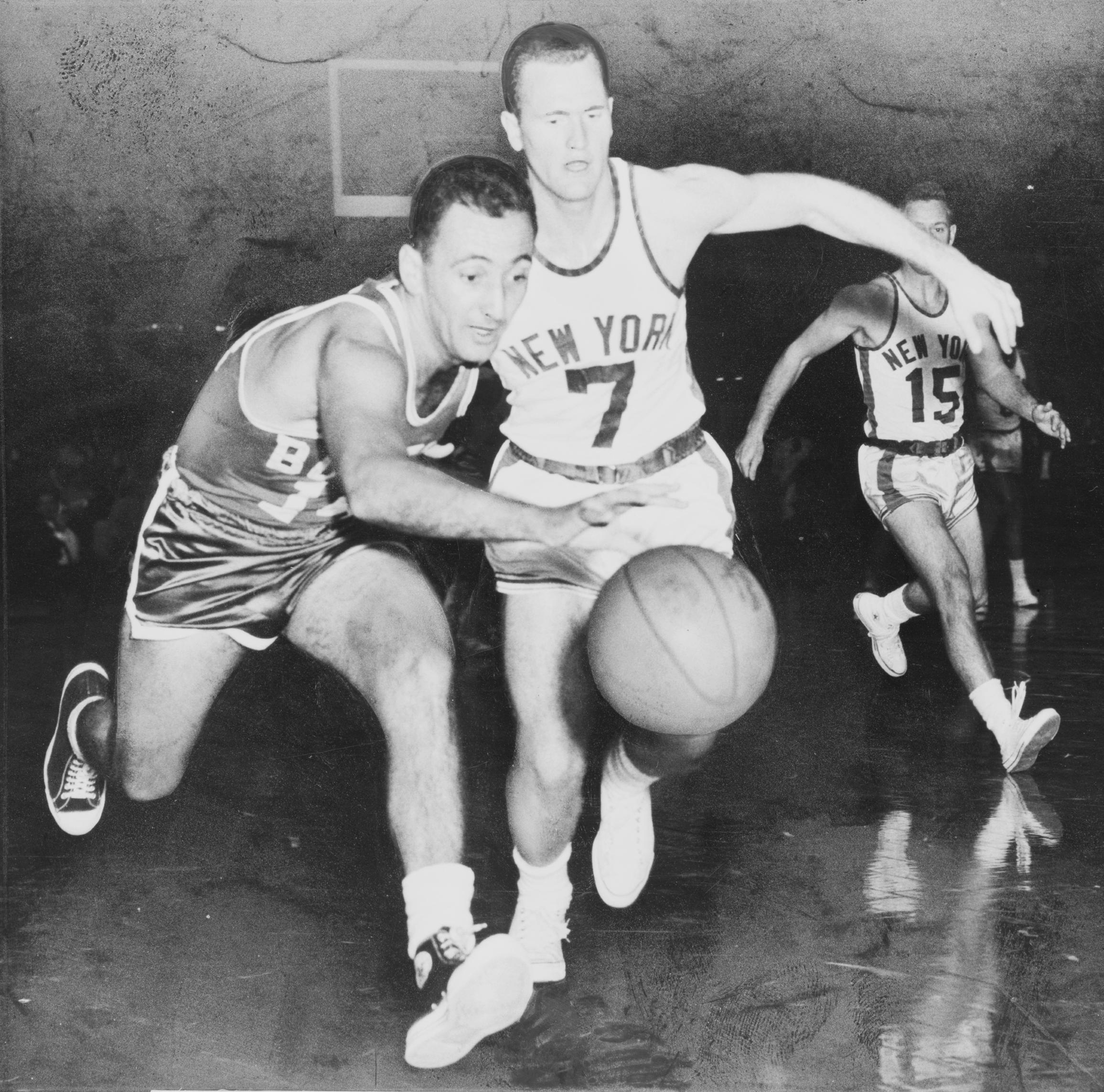
Разыгрывающий защитник Боб Коузи (слева) — звезда НБА 1950-х годов

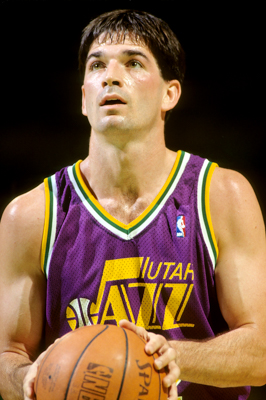
Рекордсмен НБА по количеству результативных передач Джон Стоктон всю карьеру выступал за клуб «Юта Джаз»

Разыгрывающий защитник, плеймейкер, или первый номер (англ. point guard, play maker), — позиция игрока в баскетбольной команде. Для игроков этого амплуа характерно абсолютно свободное владение мячом, большая скорость (некоторые[кто?] разыгрывающие могут поспорить в этом компоненте с профессиональными легкоатлетами), ловкость в проходе к кольцу, многие обладают хорошей прыгучестью и могут забивать сверху не хуже более рослых игроков. Рост игроков на этой позиции чаще всего от 180 до 190 см.

## Характеристика и стиль игры
Как следует из названия, большинство разыгрывающих защитников отвечают за командные взаимодействия в атаке, розыгрыш комбинаций. Первый номер — это диспетчер, мозг команды, который организует и управляет всеми командными взаимодействиями, являясь помощником тренера, проводником его идей. Разыгрывающий защитник должен уметь непринуждённо владеть мячом, иметь подвижное игровое мышление, обладать видением площадки, прогнозируя происходящее. Плеймейкер должен знать сильные и слабые стороны команды соперника, чтобы умело использовать преимущества своей команды. Владеть навыками точных и неожиданных передач на любые расстояния, что имеет большое значение при организации быстрых отрывов, развития позиционного нападения.
В ранние годы баскетбола функцией 1-го номера являлись исключительно доставка мяча в передовую зону и розыгрыш комбинации в начале атаки. В современном баскетболе является достоинством, когда разыгрывающий защитник может выполнить точный бросок со средней и дальней дистанции, совершить проход к корзине, когда этого требует игровая ситуация. То есть, уметь выполнять также и обязанности атакующего защитника — таких игроков называют «защитники-гибриды». Ярким примером такого игрока является Аллен Айверсон, который со своим небольшим по баскетбольным меркам ростом (183 см), начинал карьеру в качестве разыгрывающего, но на самом деле всегда играл как второй номер.
Игрок этого амплуа должен хорошо работать ногами, играя в защите,  постоянно быть готовым совершить перехват мяча. Как правило, качества и уровень мастерства разыгрывающего защитника определяет стиль и тактику команды. Умение действовать с минимальным количеством ошибок, уверенно и надежно — самые необходимые качества игрока этой позиции.
Джон Стоктон считается одним из величайших разыгрывающих защитников в НБА, являясь единоличным лидером по числу результативных передач.

## Лучшие представители в НБА
В январе 2016 года сайтом ESPN.com был составлен список самых выдающихся игроков в истории НБА на каждой из пяти баскетбольных позиций. Далее представлен список лучших разыгрывающих защитников:
- Мэджик Джонсон (1979—1996)
- Оскар Робертсон (1960—1974)
- Джон Стоктон (1984—2003)
- Стефен Карри (2009—н. в.)
- Айзея Томас (1981—1994)
- Крис Пол (2005—н. в.)
- Стив Нэш (1996—2015)
- Джейсон Кидд (1994—2013)
- Уолт Фрейзер (1967—1980)
- Боб Коузи (1950—1970)